# Marathakkara
Marathakkara è una suddivisione dell'India, classificata come census town, di 17.934 abitanti, situata nel distretto di Thrissur, nello stato federato del Kerala. In base al numero di abitanti la città rientra nella classe IV (da 10.000 a 19.999 persone).

## Geografia fisica
La città è situata a 10° 28' 53 N e 76° 15' 33 E.

## Società

### Evoluzione demografica
Al censimento del 2001 la popolazione di Marathakkara assommava a 17.934 persone, delle quali 8.840 maschi e 9.094 femmine. I bambini di età inferiore o uguale ai sei anni assommavano a 2.103, dei quali 1.135 maschi e 968 femmine. Infine, coloro che erano in grado di saper almeno leggere e scrivere erano 14.603, dei quali 7.381 maschi e 7.222 femmine.